# Valerie Bradford
Valerie Bradford, née en 1952 ou 1953, est une femme politique canadienne. Elle est députée de la circonscription de Kitchener-Sud—Hespeler à la Chambre des communes du Canada de 2021 à 2025 sous la bannière du Parti libéral du Canada.

## Biographie
Née en 1952 ou 1953, Valerie Bradford grandit dans une ferme laitière à Dunnville (en), en Ontario.
Candidate du Parti libéral du Canada lors des élections fédérales du 20 septembre 2021, elle est élue députée à la Chambre des communes de la circonscription de Kitchener-Sud—Hespeler défaisant sa rivale conservatrice Tyler Calver par 947 voix.
Lors des élections de 2025, elle est défaite par le candidat conservateur Matt Strauss (en).